# Cabatuan, Isabela
Cabatuan là một đô thị hạng 4 ở tỉnh Isabela, Philippines. Theo điều tra dân số năm 2007, đô thị này có dân số 34.079 người trong 6.297 hộ.

## Các đơn vị hành chính
Cabatuan được chia ra 22 barangay.
| - Rang-ay (Caggong) - Calaocan - Canan - Centro - Culing Centro - Culing East - Culing West - Del Corpuz - Del Pilar - Diamantina - La Paz | - Luzon - Macalaoat - Magdalena - Magsaysay - Namnama - Nueva Era - Paraiso - Sampaloc - San Andres (Teodoro Abad) - Saranay - Tandul |